# Kinfolks Corner
Kinfolks Corner – album muzyczny amerykańskiego saksofonisty jazzowego Lucky’ego Thompsona, nagrany w Nowym Jorku w Jaysina Studios. Wykonawców określono jako Lucky Thompson & Friends, a jednym z przyjaciół był pianista Tommy Flanagan. Nagrania zarejestrowano w 1965, monofoniczny album ukazał się w 1965 nakładem niezależnej wytwórni Rivoli (R44).
Zawartość tego albumu znalazła się na wydanym w 1992 kompilacyjnym CD Lucky’ego Thompsona i Tommy’ego Flanagana Lucky Meets Tommy & Friends oraz wydanym w 2007 CD (będącym również kompilacją) Lucky is back! (then, so is love) – Featuring Tommy Flanagan.

## Muzycy
- Lucky Thompson – saksofon sopranowy, saksofon tenorowy
- Tommy Flanagan – fortepian (1– 4)
- Frank Anderson – organy Hammonda (5–7)
- Wally Richardson – gitara (5–7)
- Willie Ruff – kontrabas
- Oliver Jackson – perkusja (1–4)
- Walter Perkins – perkusja (5–7)

## Lista utworów
Strona A
| 1. | „You Stepped out of a Dream” (Nacio Herb Brown, Gus Kahn) | 2:39  |
|    |                                                           |       |
| 2. | „Kinfolks Corner” (Lucky Thompson)                        | 5:40  |
|    |                                                           |       |
| 3. | „Open Haus” (Lucky Thompson)                              | 2:40  |
|    |                                                           |       |
| 4. | „I’ll Be Around” (Alec Wilder)                            | 2:45  |
|    |                                                           |       |
| 5. | „Star Eyes” (Gene DePaul, Don Raye)                       | 2:50  |
|    |                                                           |       |
|    |                                                           | 16:34 |
|    |                                                           |       |
Strona B
| 6. | „Poor Butterfly” (Raymond Hubbell, John Golden)                              |  |
|    |                                                                              |  |
| 7. | „Anthropology” (Dizzy Gillespie, Charlie Parker)                             |  |
|    |                                                                              |  |
| 8. | „Who Can I Turn To (When Nobody Needs Me)” (Leslie Bricusse, Anthony Newley) |  |
|    |                                                                              |  |
| 9. | „Caressable” (Lucky Thompson)                                                |  |
|    |                                                                              |  |